# Cryptostemma waltli
Cryptostemma waltli är en insektsart som först beskrevs av Franz Xaver Fieber 1860.  Cryptostemma waltli ingår i släktet Cryptostemma, och familjen pysslingskinnbaggar. Arten är reproducerande i Sverige.